# Крістіне Неварауска
Крістіне Неварауска (нар. 3 березня 1981, Бауска, Латвія) — латвійська акторка театру та кіно.
Закінчила театральний факультет Латвійської академії культури 2003.

## Вибіркова фільмографія
- Танок на трьох (2011)
- Розколотий глечик (2016)